# 해번트
해번트(영어: Havant)는 영국 잉글랜드 남부 햄프셔주의 남동부에 위치한 도시이다. 제2차 세계대전 이후 20년 동안 주택과 인구는 두 배 이상 증가했으며, 지역 전역에서 농업과 산림의 형태에서 주택의 형태로 대대적으로 변화했다.